# 中国锦屏极深地下暗物质实验室
中国锦屏极深地下暗物质实验室，简称中国锦屏地下实验室（CJPL），是位于中国四川雅砻江锦屏的中国首个用于开展暗物质探测等国际前沿基础研究课题的极深地下实验室。该实验室于2010年12月12日正式投入使用。

## 运用
锦屏极深地下暗物质实验室具有低放射性材料、环境核辐射污染的低辐射环境，能用于开展核物理、粒子物理、天体物理及宇宙学等领域的暗物质探测研究、中微子物理学实验等一类重大基础性前沿课题的重要研究场所，也可以成为岩体力学、地球结构演化、生态学等学科开展相关实验研究的重要环境。

## 建设
2009年5月8日，清华大学与二滩水电开发有限责任公司签订战略合作协议，共推自主创新科技，联合开发雅砻江流域水能资源。该协议中决定，利用锦屏山隧道覆盖厚度国际最大的地理条件，将宇宙射线通量降至地面水平的千万分之一至亿分之一，为相关精密实验提供洁净的地下实验环境。
锦屏极深地下暗物质实验室是利用其所处地四川锦屏山之前与锦屏二级水电站一同修建的长达18公里的可通驶汽车的隧道建成，该隧道上方为厚达2500米的山体岩石，可隔绝穿透力极强的宇宙射线，环境适宜进行极深地下暗物质实验。另外，与其他部分由矿井改建而成的地下实验室相比，锦屏极深地下暗物质实验室的交通更为方便，研究人员与科研设备可乘车进入，不必靠电梯升降。
2014年8月1日，清华大学与雅砻江流域水电开发有限公司签署共同建设锦屏地下实验室二期的合作协议；二期建设完成后，实验室总容积将从4000立方米扩容至12万立方米。
2019年7月20日，位於實驗室二期的“极深地下极低辐射本底前沿物理实验设施”啟動建設。2023年12月7日，土建公用工程完工，具備實驗條件，這標誌著世界最深、最大的極深地下實驗室正式投入科學運行。

## 实验安排
- 2010年12月，清华大学实验组的暗物质探测器进入锦屏极深地下暗物质实验室，并启动中国暗物质实验的探测工作[10]。
- 2011年，上海交通大学等研究团队进入该实验室，通过粒子和天体物理氙探测器展开对暗物质的探测研究[10]。